# Varsel (paranormalt)
För andra betydelser, se Varsel.
Ett varsel (till fornnordiska vara: förvänta sig, varna) är i folktron namnet på ett övernaturligt eller parapsykologiskt fenomen där en persons ankomst röjs redan en stund innan personen verkligen anländer. Det kan röra sig om ett ljudintryck – att stegen igenkänns, att käppen ställs ned på ett karaktäristiskt sätt – eller ett synintryck – man ser personen komma gående, men denne anländer inte förrän minuter senare. Han eller hon ger då vanligen ifrån sig samma ljud- och synintryck som då denne nyss "varslat". Fenomenet gäller i allmänhet någon medlem av familjen och är i så fall ofta en rätt vanlig upplevelse.
Varseltro förekommer i stora delar av världen och är på sina håll ännu levande i det moderna samhället. Inom parapsykologin räknas varsel som ett ESP-fenomen. Inom etablerad vetenskap förklarar man det som övertro och skrock.